# Kappa (kleding)
Kappa is een Italiaans merk van sportschoenen, sportkledij, dagelijkse kledij en schoenen.
Het kledingmerk Kappa werd in 1967 in de Noord-Italiaanse stad Turijn opgericht onder de naam Robe di Kappa. In de jaren zeventig lieten de eigenaren een nieuw logo voor hun bedrijf ontwerpen. Tijdens die fase werd een foto van twee modellen gemaakt, die bij toeval rug aan rug zaten. Het logo symboliseert het idee van sportiviteit en vrijheid voor mannen en vrouwen. Deze filosofie heeft niet alleen betrekking op sport, maar ook op dagelijkse uitdagingen. De slogan: "wees een goede sporter" verwijst naar deze houding.
In 1978 begon het bedrijf met de nieuwe afdeling Robe di Kappa Sport, kort daarna afgekort in Kappa, aan de sponsoring van Europese voetbalclubs. Na de eerste technische sponsoring in het Italiaanse voetbal (Juventus FC) volgden verschillende andere sponsoringen in de Europese top, waaronder Feyenoord, AC Milan, AS Roma, KRC Genk en AFC Ajax (Ajax vanaf de tweede seizoenhelft van 1984/85)

## Ploegen gesponsord door Kappa
voor het laatst bijgewerkt in maart 2025

### Nationale teams

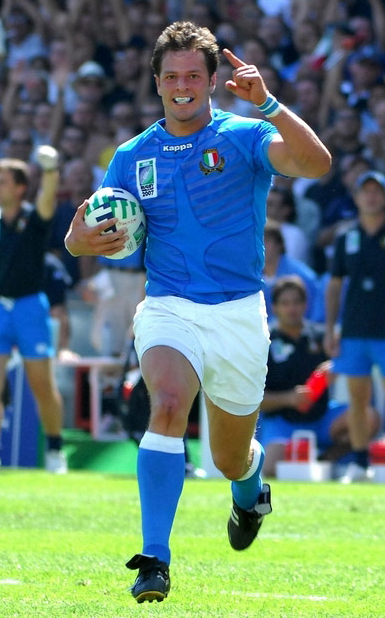
De Italiaanse rugbyspeler Marko Stanojevic in een Kappa-shirt

- Tunesisch voetbalelftal
- Omaans voetbalelftal
- Occitaans voetbalelftal

### Voetbalclubs[1]

#### Europa
- CD Alcoyano
- CD Arenteiro
- AS Monaco
- Aris FC
- Rapid Boekarest
- Brescia Calcio
- Stade Briochin
- SM Caen
- Cercle Brugge
- Deportivo de La Coruña
- Olimpia Elbląg
- Empoli FC
- Estoril-Praia
- Europa FC
- ACF Fiorentina
- Genoa CFC
- EA Guingamp
- Hércules CF
- Hereford FC
- Hull City
- Jagiellonia Białystok
- GS Kallithea
- Kecskeméti TE
- NK Krka
- Cultural Leonesa
- Metz
- Le Mans
- PAC Omonia
- Pontevedra CF
- Red Star FC
- AC Renate
- CE Sabadell
- US Saint-Malo
- RFC Seraing
- Spezia Calcio
- MFK Tatran Liptovský Mikuláš
- Stratford Town FC
- Dinamo Tirana
- Tours FC
- US Triestina
- Truro City FC
- Real Valladolid
- FC Versailles
- FC Vizela
- Weymouth FC

#### Afrika
- Espérance de Tunis
- JS Kabylie
- Kaizer Chiefs
- Guelaat Bousbaa
- ASEC Mimosas

#### Amerika
- CD Aldosivi
- Bangu AC
- General Caballero
- Chapecoense
- CA Huracán
- CA Juventus
- Club Nacional
- Deportivo Saprissa
- CA Tigre
- Racing Club de Avellaneda
- CR Vasco da Gama

#### Azië
- Green Gully
- Khon Kaen United
- South Melbourne FC
- Hai Phong FC
- Sukhotai FC
- Western United

### Rugby Union

#### Nationale teams
- Italiaans rugbyteam
- Uruguayaans rugbyteam